# Clara de Buen Richkarday
Clara de Buen Richkarday (Ciutat de Mèxic, 1954) és una arquitecta mexicana.
Va estudiar arquitectura a la Universitat Iberoamericana. Des de 1984 ha treballat amb Aurelio Nuño Morales, Carlos Mac Gregor Anciola i Francis Sáenz al despatx Despacho Nuño, Mac Gregor y de Buen Arquitectos S. C.. Va guanyar la medalla d'or de l'International Academy of Architecture (IAA) al VI INTERARCH biennale '91 i el premi especial de la ciutat de Frankfurt am Main pel disseny de diverses parades del Metro de Ciutat de Mèxic.